# Henry Cabot Lodge den yngre

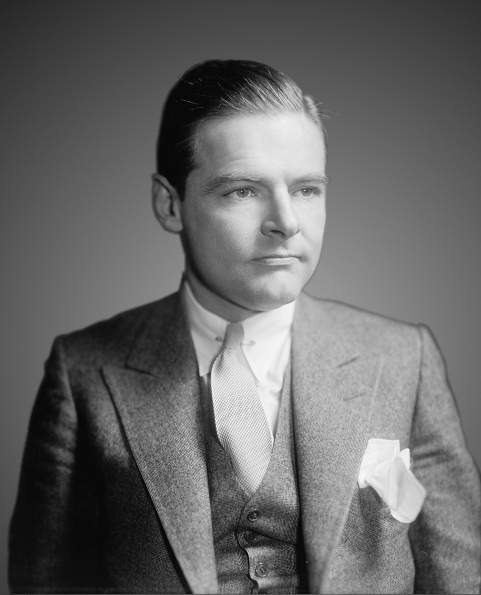
Henry Cabot Lodge Jr.

Henry Cabot Lodge Jr, född 5 juli 1902 i Nahant, Massachusetts, död 27 februari 1985 i Beverly, Massachusetts, var en amerikansk senator och ambassadör, sonson till Henry Cabot Lodge den äldre, äldre bror till John Davis Lodge. 

## Biografi
Lodge valdes 1936 till USA:s senat och avgick 1944 för att delta i andra världskriget. Han blev den förste senatorn sedan amerikanska inbördeskriget som lämnat senaten för aktiv militärtjänst. Han var USA:s FN-ambassadör 1953–1960. Vicepresidentkandidat för Richard Nixon sistnämnda år. Ambassadör i Sydvietnam 1963–1964 och 1965–1967 samt i Västtyskland 1968–69. Ledde fredsförhandlingarna i Paris 1969 och avslutade sin ambassadörskarriär som USA:s specialsändebud i Vatikanen 1970–1977.